# 35053 Rojyurij
1982 UA11 (asteroide 35053) é um asteroide da cintura principal. Possui uma excentricidade de 0.20100240 e uma inclinação de 1.92944º.
Este asteroide foi descoberto no dia 25 de outubro de 1982 por Lyudmila Vasil'evna Zhuravleva em Naučnyj.